# الفرس
الفرس (به پرتغالی: Alferce) یک سکونتگاه مسکونی در پرتغال است که در Monchique Municipality واقع شده‌است.

## خصوصیات
الفرس ۵۱۲ نفر جمعیت دارد.